# 29 thermidor
29 messidor 29 fructidor
Le nonidi 29 thermidor, officiellement dénommé jour du coton, est le 329e jour de l'année du calendrier républicain.
C'était généralement le 16e jour du mois d'août dans le calendrier grégorien.